# Milo Addica
Milo Addica (* 1963 in New Haven, Connecticut) ist ein US-amerikanischer Drehbuchautor und Filmproduzent.

## Karriere
Addicas Karriere im Filmgeschäft begann im Jahr 2001, als er das Drehbuch für das Filmdrama Monster’s Ball schrieb, als Darsteller zu sehen ist und als Co-Produzent verantwortlich war. Bei der Oscarverleihung 2002 erhielten Addica und Will Rokos für ihre künstlerischen Leistungen zum Drehbuch eine Oscar-Nominierung in der Kategorie „Bestes Originaldrehbuch“. Die Auszeichnung ging aber an Julian Fellowes. Bei den Satellite Awards 2001 erhielt Addica mit Rokos einen Satellite Award in der Kategorie „Bestes Originaldrehbuch“. Im Anschluss verfasste er mit Jean-Claude Carrière und Jonathan Glazer das Drehbuch zu Birth sowie mit James Marsh für The King oder das 11. Gebot. Bei diesen Werken wirkte er ebenfalls vor der Kamera mit. Seine Mitwirkung am Drehbuch zu Under the Skin wurde in den Credits nicht erwähnt.

## Filmografie (Auswahl)
- 2001: Monster’s Ball
- 2004: Birth
- 2005: The King oder Das 11. Gebot (The King)
- 2013: Under the Skin